# Incidente del C-130 Hercules della Fuerza Aérea de Chile del 2019
Il 9 dicembre 2019, un Lockheed C-130 Hercules dell'Aeronautica militare cilena è precipitato nel Passaggio di Drake mentre era in rotta verso la Base Presidente Eduardo Frei Montalva, una base militare cilena sull'Isola King George in Antartide.
Il sito dello schianto è stato localizzato il 12 dicembre 2019 dopo tre giorni di ricerche e non sono stati trovati sopravvissuti.

## L'aereo
Il velivolo era stato costruito nel 1978 per la United States Air Force con il numero di coda 77-0324 e il numero di serie 382-4776, ma è stato consegnato al Corpo dei Marines degli Stati Uniti come KC-130R tanker per le operazioni di rifornimento aereo. Ha operato a Cherry Point, North Carolina e a Iwakuni, Giappone.
L'aereo è rimasto in deposito presso l'AMARG dal 2009 al 2014. Dopo essere stato acquistato dall'aeronautica militare cilena per 7 milioni di dollari, è stato ristrutturato a Hill AFB, nello Utah, secondo gli standard del C-130H e consegnato nel 2015 con il nuovo numero di coda 990.

## Passeggeri ed equipaggio
L'aereo aveva a bordo 38 persone, 21 passeggeri e 17 membri dell'equipaggio. Quindici passeggeri erano militari dell'aeronautica cilena, tre erano soldati cileni, due erano civili impiegati dalla società di ingegneria e costruzione Inproser e uno era uno studente dell'Università di Magallanes. L'equipaggio era composto interamente da personale dell'aeronautica cilena.

## L'incidente
Il velivolo è partito da Punta Arenas, in Patagonia, Cile, alle 19:55 UTC (16:55 ora locale) con destinazione King George Island, in Antartide. Il volo era destinato a rifornire una base nel Territorio Antartico Cileno e a portare del personale per ispezionare una linea di rifornimento di carburante galleggiante e altre attrezzature della base. L'aeronautica cilena vola mensilmente da Punta Arenas all'isola di King George. Il contatto radio con l'aereo è stato perso alle 21:13 UTC.

## Le ricerche

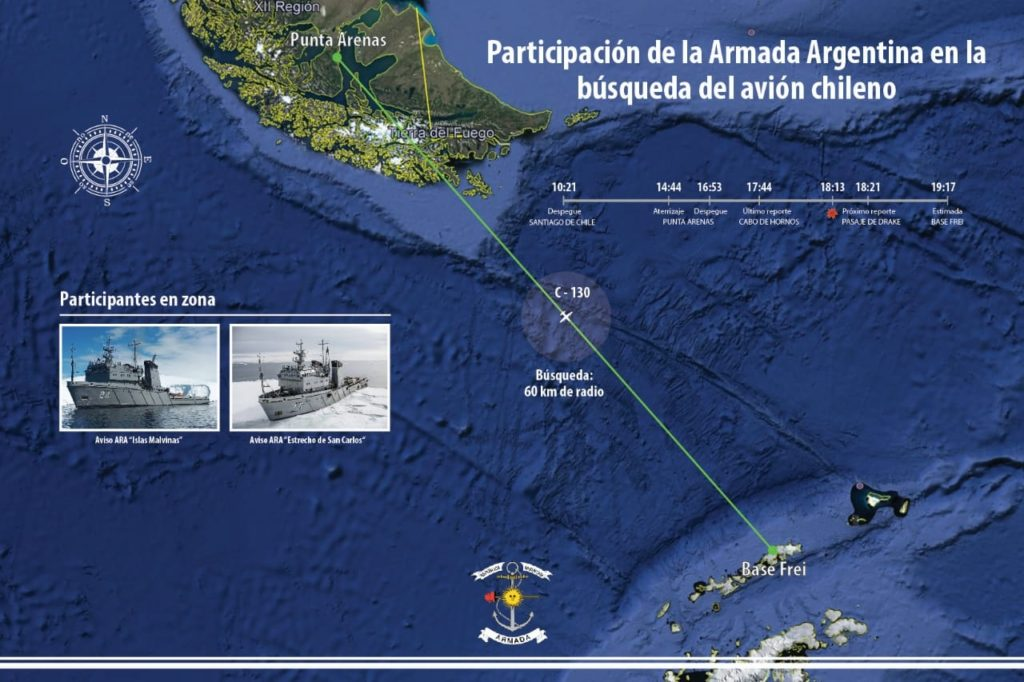
Le ricerche delle forze argentine.

Le ricerche sono state condotte da aerei dell'aeronautica cilena, dell'Argentina, del Brasile, del Regno Unito, degli Stati Uniti e dell'Uruguay. Inoltre, due fregate della Marina cilena hanno perlustrato l'area in cui l'aereo è stato osservato per l'ultima volta dai radar. Le ricerche sono state effettuate da un team di analisti di immagini satellitari dell'Unità 9900 delle Forze di Difesa israeliane. Le ricerche sono state ostacolate dal mare mosso e dalla scarsa visibilità.

## Il sito dello schianto

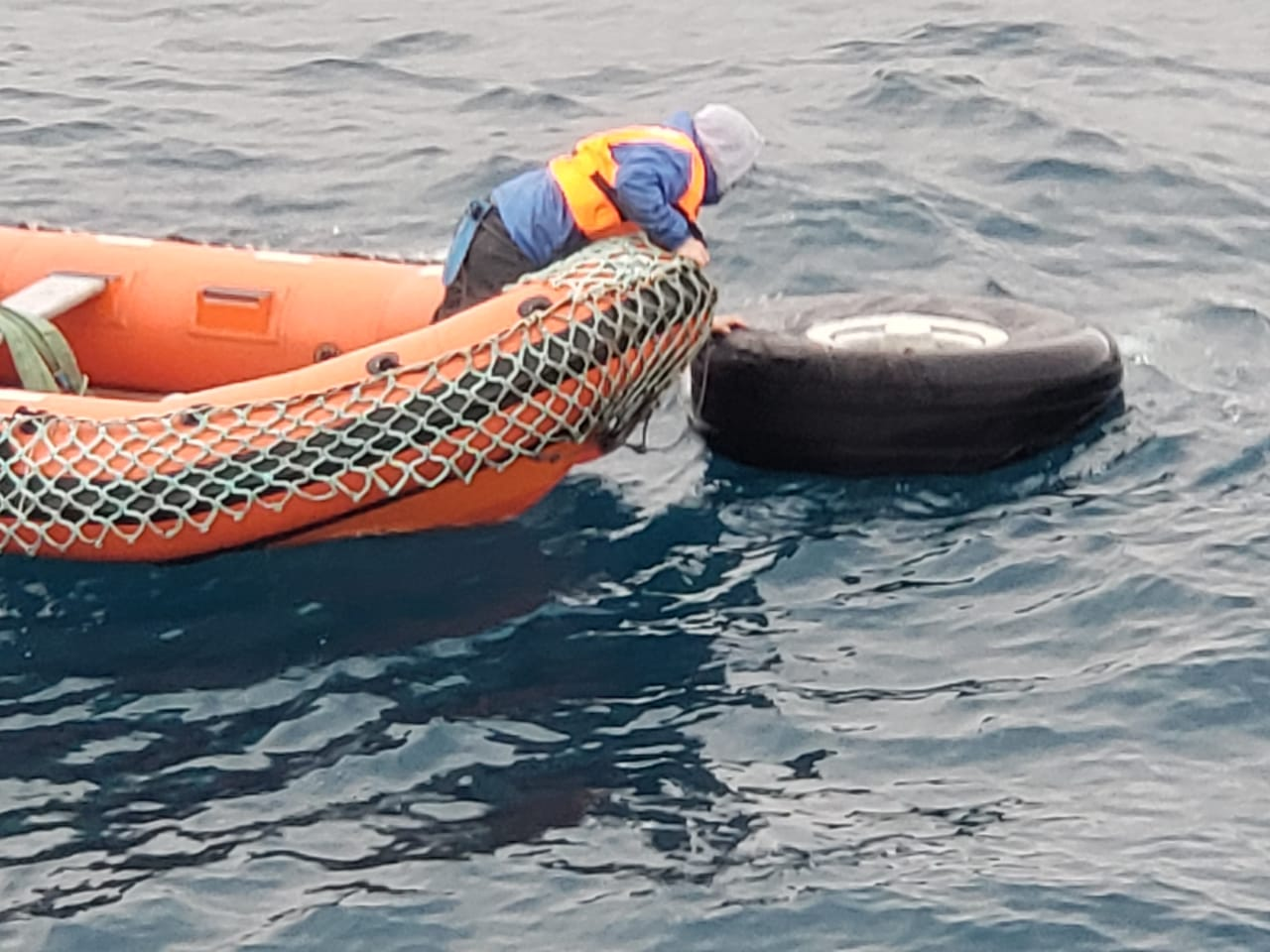
Uno dei resti dell'aereo.

A un giorno dall'inizio delle ricerche, sono stati trovati detriti di un aereo che galleggiavano in mare a 31 chilometri dall'ultima posizione nota dell'aereo scomparso. I detriti e gli oggetti personali sono stati recuperati dalla nave di ricerca polare della Marina brasiliana Almirante Maximiano.
Il luogo dello schianto è stato individuato al largo della costa sudamericana il 12 dicembre, a 27 chilometri dall'ultima posizione nota del C-130. La fusoliera e i componenti principali dell'aereo sono stati identificati insieme a resti umani. Il capo dell'aeronautica militare cilena Arturo Merino ha confermato che tutte le persone a bordo erano morte.

## Le indagini
La Forza aerea cilena sta conducendo un'indagine sull'incidente. A dicembre 2019, la causa rimane sconosciuta, in parte a causa di una quantità insufficiente di componenti recuperati. L'aereo ha subito una rottura completa in volo o dopo essersi schiantato in mare.